# 斧田小夜
斧田 小夜（おのだ さよ、1983年 -）は、日本のSF作家。千葉県成田市出身。
日本SF作家クラブ会員。「トウキョウ下町SF作家の会」を主催。

## 経歴・人物
東京大学大学院情報理工学系研究科修了。ハードウェアエンジニア、セキュリティエンジニアを経て、現在はソフトウェアエンジニア。米国シリコンバレー、英国、中国などでソフトウェアエンジニアとして勤務した経験を持つ。
2016年9月、投稿作「マキガイドリイム」が第4回ハヤカワSFコンテストにて最終候補作となる。2018年に開講された、「ゲンロン 大森望 SF創作講座」第3期受講生。2019年4月、投稿作「飲鴆止渇」が第10回創元SF短編賞優秀賞を受賞し、2021年2月に作家デビューした。2019年5月、ゲンロンSF創作講座実作最終課題「バックファイア」にて第3回ゲンロンSF新人賞優秀賞を受賞している。

## 作品リスト

### 単行本
- 『ギークに銃はいらない』（破滅派、2022年6月）ISBN 978-4905197041

### 電子書籍
- 『飲鴆止渇』（東京創元社、2021年2月12日配信）

### 雑誌等掲載作品
小説
- 「飲鴆止渇」 - 『ミステリーズ!』vol.105 FEBRUARY 2021（東京創元社）掲載
- 「おまえの知らなかった頃」 - 『NOVA 2021年夏号』（河出文庫、2021年4月）収録
- 「海月生物群集」 - 『文學界』2022年11月号（文藝春秋）掲載
- 「たべかたがきたない」 - 『S-Fマガジン』2023年2月号（早川書房）掲載
- 「酔来酔去」 - 『紙魚の手帖』vol.09 2023 FEBRUARY （東京創元社）掲載
- 「デュ先生なら右心房にいる」 - 『NOVA 2023年夏号』（河出文庫、2023年4月）収録
- 「ほいち」 - 『紙魚の手帖』vol.18 2024 AUGUST（東京創元社）

エッセイ
- 「最高のひと皿」- 『小説すばる』2021年6月号（集英社）掲載
- 「◆げえむのすゝめ ボードゲーム」 - 『小説すばる』2021年9月号（集英社）掲載
- 「屈せない娘より、父へ」 - 『文學界』2022年9月号（文藝春秋） 掲載